# Saint-Georges-sur-Erve
 Saint-Georges-sur-Erve  es una población y comuna francesa, en la región de Países del Loira, departamento de Mayenne, en el distrito de Laval y cantón de Évron.

## Demografía
| 502 | 437 | 395 | 327 | 320 | 342 |
| Para los censos de 1962 a 1999 la población legal corresponde a la población sin duplicidades (Fuente: INSEE [Consultar]) |     |     |     |     |     |